# Enrico Celio

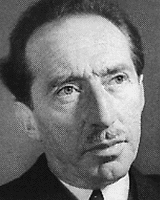
Enrico Celio

Enrico Celio (ur. 19 czerwca 1889, zm. 23 lutego 1980) – szwajcarski polityk, członek Rady Związkowej od 22 lutego 1940 do 23 czerwca 1950. Kierował departamentem poczt i kolei (1940 – 1950).
Był członkiem CVP.
Pełnił także funkcje wiceprezydenta (1942, 1947) i prezydenta (1943, 1948) Konfederacji.